# Tarabya

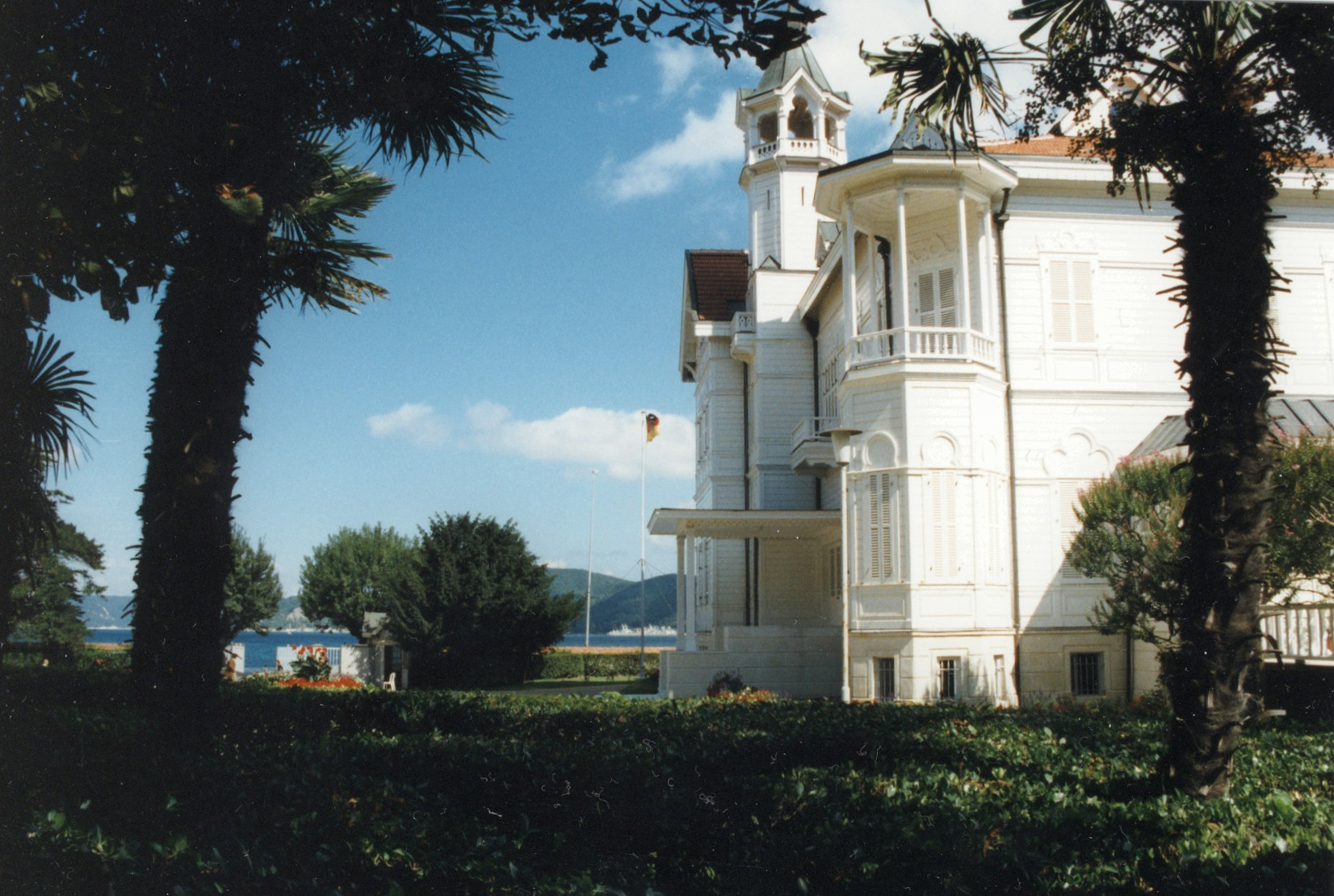
Die historische Sommerresidenz des deutschen Botschafters im Osmanischen Reich

Tarabya (griechisch Phamakias; später umbenannt in Therapia) ist ein historischer Stadtteil von Istanbul und liegt am europäischen Ufer des Bosporus. Heute befindet sich hier etwa die internationale Schule Tarabya British Schools.

## Geschichte
Der Ort ist berühmt für sein Villenviertel, in dem man zahlreiche Holzhäuser (Yalı, zum Beispiel das Huber Köşkü der Firma Krupp), Restaurants und Anlagen ausländischer Konsulate (früherer Botschaften) findet, darunter der ausgedehnte deutsche Botschaftspark von Tarabya, 1880, ein Geschenk des osmanischen Herrschers Abdülhamid II.
Innerhalb des Parkes befindet sich auch ein deutscher Soldatenfriedhof, welcher mit seinen Gräbern einige vergessene Episoden der deutsch-türkischen Geschichte offenbart. Es handelt sich um Gräber deutscher Soldaten, die während des Ersten Weltkriegs an den Dardanellen, in Anatolien, Mesopotamien und in Persien gefallen sind sowie um die Toten des Kreuzers Midilli. Der Bildhauer Georg Kolbe gestaltete dort 1917/1918 ein Denkmal aus Muschelkalk, das einen sterbenden Krieger auf den Knien eines Engels zeigt. Die Kriegsgräberstätte wurde 1981/1982 erweitert. Gefallene beider Weltkriege aus der gesamten Türkei wurden dorthin umgebettet. In Therapia wohnten früher auch einige der reicheren Bosporus-Deutschen der ersten Generation.
1909 eröffnete hier Mıgırdiç Tokatlıyan das zweite seiner berühmten Tokatlıyan-Hotels.

## Kulturakademie
In Tarabya liegt die historische Residenz des deutschen Botschafters, das als Geschenk des osmanischen Sultans Abdülhamid II. an das Deutsche Reich übergeben wurde. Das Gelände mit dem dazugehörigen historischen Gebäudeensemble gehört heute zur deutschen Botschaft in der Türkei. 2011 wurde darin die Kulturakademie Tarabya eingerichtet, die vom Goethe-Institut in Istanbul kuratorisch betreut wird. Die Akademie vergibt seit 2012 jedes Jahr Stipendien an Künstler aus Deutschland für vier- bis achtmonatige Aufenthalte sowie sogenannte Tandem-Stipendien für Koproduktionen mit Künstlern, die ihren Wohnsitz in der Türkei haben. Die Stipendien entsprechen in Umfang und Leistungen der Akademie denen der Deutschen Akademie in Rom (Villa Massimo).
Der Akademie steht ein Beirat vor, zu dessen Mitglieder u. a. Regierungsvertreter und Mitglieder des Bundestags gehören. Der Beirat beruft die Jury für jeweils zwei Jahre, in der fünf Vertreter aus Kunst und Kultur die Stipendien zuerkennen.

## Übersetzerpreis
Zwischen 2010 und 2017 wurde der deutsch-türkische Übersetzerpreis Tarabya vergeben. Die Vergabe erfolgte im Rahmen der „Ernst-Reuter-Initiative für Dialog und Verständigung zwischen den Kulturen“ und wurde gemeinsam durch das Auswärtige Amt, das Ministerium für Kultur und Tourismus der Republik Türkei, das Goethe-Institut Istanbul, die S. Fischer Stiftung, das Yunus-Emre-Institut und die Robert Bosch Stiftung getragen.
Ziel des Preises war es, den geistigen und kulturellen Austausch zwischen Deutschland und der Türkei zu fördern und die bedeutende Rolle zu würdigen, die Literaturübersetzer als Vermittler von Kulturen spielen. Hierfür wurden jeweils ein Haupt- und ein Förderpreis für hervorragende Übersetzungen von türkischer und deutscher Literatur in die jeweils andere Sprache vergeben.
Die Preisträger im Zeitraum 2010–2017 waren:
2010: Hauptpreis: Ingrid Iren und Ahmet Cemal; Förderpreis: Michael Reinhard Heß und Cemal Ener
2011: Hauptpreis: Kamuran Sipal und Gerhard Meier; Förderpreis: Nafer Ermis, Angelika Hoch und Angelika Gillitz Acar
2012: Hauptpreis: Cornelius Bischoff und Ahmet Arpad; Förderpreis: Ayça Sabuncuoğlu und Johannes Neuner
2013: Hauptpreis: Sezer Duru und Ute Birgi-Knellessen; Förderpreis: Monika Demirel und Tanıl Bora.
2014: Hauptpreis: Gürsel Aytaç; Förderpreis: Suzan Geridönmez
2015: Hauptpreis: Barbara Yurtdaş; Förderpreis: Eric Czotscher
2016: Hauptpreis: Tevfik Turan und Regaip Minareci; Förderpreis: Atilla Dirim